# Marley Sheltonová
Marley Eve Sheltonová (* 12. dubna 1974, Los Angeles) je americká herečka.

## Kariéra
Vystudovala herectví na Kalifornské univerzitě, debutovala roku 1991 menší rolí ve filmu Lawrence Kasdana Grand Canyon. Její první větší příležitost byla rola Tricii, prvorozené dcery prezidenta Richarda Nixona, v životopisném snímku Olivera Stonea Nixon. Dostávala především role v nenáročných komediích, kde mohla uplatnit svůj atraktivní vzhled středoškolské roztleskávačky: Trojská válka, Nepolíbená, Lincolnská střední. Přítelkyni hudebního manažera Susie ztvárnila ve filmu Grand Theft Parsons, inspirovaném životem a předčasnou smrtí hudebníka Grama Parsonse. Objevila se také v road movie Wima Wenderse Nechoď klepat na dveře nebo v hororech Planeta Teror (režie Robert Rodriguez) a Vřískot 4 (režie Wes Craven). Hlavní roli doktorky Lennonové hraje ve vědeckofantastickém televizním seriálu The Lottery. Od března roku 2018 hrála v dramatickém seriálu Rise. Seriál byl po odvysílání první řady zrušen.

## Osobní život
V roce 2001 se provdala za filmového producenta Beau Flynna, mají spolu dvě dcery. Její mladší sestra Samantha Sheltonová je herečka a zpěvačka, její otec Christopher Shelton je režisér (hrála hlavní roli v jeho filmu Moving Alan). Jejím koníčkem je cestování po exotických zemích.

## Filmografie

### Film
| Rok  | Název                      | Role               | Poznámky            |
| ---- | -------------------------- | ------------------ | ------------------- |
| 1991 | Grand Canyon               | Amanda             |                     |
| 1993 | Plácek                     | Wendy Peffercorn   |                     |
| 1994 | Hercules v podsvětí        | Iole               |                     |
| 1995 | Nixon                      | Tricia Nixon Cox   |                     |
| 1997 | Bojovníci                  | Elysia             |                     |
| 1997 | Trojská válka              | Brooke Kingsley    |                     |
| 1998 | Městečko Pleasantville     | Margaret Henderson |                     |
| 1999 | Nepolíbená                 | Kristin            |                     |
| 1999 | Ženich na útěku            | Natalie Arden      |                     |
| 1999 | Protect-O-Man              | Paige Turner       |                     |
| 2000 | Zkažená nevinnost          | Elsie Townsend     |                     |
| 2001 | Lincolnská střední         | Diane Weston       |                     |
| 2001 | Valentine                  | Kate Davies        |                     |
| 2001 | Bubliňák                   | Chloe              |                     |
| 2001 | Na texaské hranici         | Nicky              |                     |
| 2002 | Polibkem to začíná         | Rebecca            |                     |
| 2003 | Moving Alan                | Melissa Kennard    |                     |
| 2003 | Dallas 362                 | Amanda             |                     |
| 2003 | Holky z lepší společnosti  | Ingrid             |                     |
| 2003 | Krádež legendy             | Susie              |                     |
| 2004 | The Old Man and the Studio | Kaitlyn            | krátkometrážní film |
| 2005 | Nechoď klepat na dveře     | Starlet            |                     |
| 2005 | Sin City - město hříchu    | Zákazník           |                     |
| 2006 | American Dreamz            | Jessica            |                     |
| 2006 | Jesus, Mary and Joey       | Mary O'Callahan    |                     |
| 2006 | Poslední polibek           | Arianna            |                     |
| 2007 | Death Proof                | Dr. Dakota Block   |                     |
| 2007 | Grindhouse: Planeta Teror  | Dr. Dakota Block   |                     |
| 2007 | The Fifth Patient          | Helen              |                     |
| 2008 | W.                         | Fran               |                     |
| 2009 | Dokonalý únik              | Cleo               |                     |
| 2009 | Ženy v nesnázích           | Cora               |                     |
| 2009 | (Bez názvu)                | Madeleine Gray     |                     |
| 2010 | Elektra Luxx               | Cora               |                     |
| 2011 | Vřískot 4                  | Judy Hicks         |                     |
| 2011 | The Mighty Macs            | sestra Sunday      |                     |
| 2014 | Mediation                  | Victoria Lindo     | krátkometrážní film |
| 2014 | Decoding Annie Parker      | Joan Parker        |                     |
| 2015 | V mysli vraha              | Laura Merriweather |                     |
| 2018 | Rampage Ničitelé           | Dr. Kerry Atkins   |                     |
| 2022 | Vřískot                    | šerif Judy Hicks   |                     |

### Televize
| Rok       | Název                               | Role                 | Poznámky                             |
| --------- | ----------------------------------- | -------------------- | ------------------------------------ |
| 1990      | The Family Man                      | Heather              | díl: „Torn Between Two Brothers“     |
| 1992      | Up to No Good                       | Denise Harmon        | TV film                              |
| 1992      | Family Matters                      | Becky Sue            | díl: „Woman of the People“           |
| 1992      | Bodies of Evidence                  | Julie Belmont        | díl: „The Edge“                      |
| 1992      | Camp Wilder                         | Jennifer             | díl: „Sophie's Birthday“             |
| 1992      | Křižovatky                          | Katie Stahl          | díl: „Freedom of the Road“           |
| 1992      | Great Scott!                        | Allison              | díl: „Pyrrhic Lyric“                 |
| 1993      | In the Line of Duty: Ambush in Waco | Laura                | TV film                              |
| 1993      | Angel Falls                         | Brandi Dare          |                                      |
| 1994      | Dead at 21                          | Keri Sullivan        | díl: „Love Minus Zero“               |
| 1994      | McKenna                             | Heather              | díl: „Splendor in the McKenna Grass“ |
| 1994      | A Friend to Die For                 | Jamie Hall           | TV film                              |
| 1994      | Vezmi mě znovu domů                 | Lisa                 | TV film                              |
| 1995      | Cybill                              | Jan                  | díl: „The Big Sleep-Over“            |
| 1996      | Když přátelství zabíjí              | Jennifer Harnsberger | TV film                              |
| 1998      | Fantasy Island                      | Jane                 | díl: „Pilot“                         |
| 2004      | Karen Sisco                         | Molly Lucas          | díl: „Dog Day Sisco“                 |
| 2005      | Americký táta                       | Betsy White (hlas)   | díl: „Deacon Stan, Jesus Man“        |
| 2005      | Dark Shadows                        | Victoria Winters     | neprodaný televizní pilot            |
| 2008–2009 | Eleventh Hour                       | Rachel Young         | hlavní role, 18 dílů                 |
| 2011      | Harry's Law                         | Tammy Benoit         | díl: „Bad to Worse“                  |
| 2013      | Šílenci z Manhattanu                | Kate                 | díl: „Milovat a ctít“                |
| 2014      | The Lottery                         | Dr. Alison Lennon    | hlavní role, 10 dílů                 |
| 2016      | Heaven Sent                         | Maire                | TV film                              |
| 2017      | The Peter Austin Noto Show          | Santův pomocník      | díl: „6.2“                           |
| 2018      | Rise                                | Gail Mazzuchelli     | hlavní role, 10 dílů                 |
| 2018      | Špinavej John                       | Carrie               | díl: „Kavalírství“                   |
| 2020      | Manhunt                             | Hannah Gray          | 3 díly                               |